# Wendorf
Wendorf es un municipio situado en el distrito de Pomerania Occidental-Rügen, en el estado federado de Mecklemburgo-Pomerania Occidental (Alemania), a una altitud de 8 metros. Su población a finales de 2016 era de 900 habs. y su densidad poblacional, 56 hab/km².
Se encuentra ubicado frente al estrecho de Strelasund.